# Алижо (район)
Алижо (порт. Alijó) — район (фрегезия) в Португалии, входит в округ Вила-Реал. Является составной частью муниципалитета Алижо. По старому административному делению входил в провинцию Траз-уж-Монтиш и Алту-Дору. Входит в экономико-статистический субрегион Доуру, который входит в Северный регион. Население составляет 2806 человек на 2001 год. Занимает площадь 29,36 км².